# Großoderscheid
Großoderscheid ist ein Ortsteil von Marialinden in der Stadt Overath im Rheinisch-Bergischen Kreis in Nordrhein-Westfalen, Deutschland.

## Lage und Beschreibung
Großoderscheid liegt an der Landesstraße 360, die hier Pilgerstraße heißt. Es handelt sich um ein Gebiet mit Einzelhausbebauung, einem Sportgelände und Landwirtschaft. Die nächsten Ortslagen sind Oderscheiderberg, Oderscheiderfeld und Krampenhöhe, alles Feuchtgebiete die naturräumlich zum Marialinder Riedelland gezählt werden und in denen seltene Tiere und Pflanzen leben.

## Geschichte
Die Topographia Ducatus Montani des Erich Philipp Ploennies, Blatt Amt Steinbach, belegt, dass der Wohnplatz bereits 1715 zwei Hofstellen besaß, die als Udest beschriftet sind. Carl Friedrich von Wiebeking benennt die Hofschaft auf seiner Charte des Herzogthums Berg 1789 ebenfalls als Udest.
Der Bereich um Großoderscheid, Kleinoderscheid, Oderscheiderberg und Oderscheiderfeld war im  Mittelalter und der frühen Neuzeit Teil der Honschaft Oderscheid und gehörte zum Besitztum des Rittersitzes Vilkerath. Er wurde im Jahr 1294 als de Oderscheyt urkundlich erwähnt. Oderscheid zählt zu den -scheid-Namen und bezeichnet einen Höhenzug, der eine Grenze, beziehungsweise eine Wasserscheide bildet.
Der Ort lag an der Brüderstraße, einer bedeutenden mittelalterlichen Altfernstraße von Flandern über Köln nach Leipzig. Auf der Trasse des alten Höhenwegs verläuft in diesem Abschnitt heute die Landesstraße 360.
Großoderscheid ist auf der Topographischen Aufnahme der Rheinlande von 1825 als Gr. Oderscheid verzeichnet. Die Preußische Uraufnahme von 1845 zeigt den Wohnplatz ebenfalls unter dem Namen Gr. Oderscheid. Ab der Preußischen Neuaufnahme von 1892 ist der Ort auf Messtischblättern regelmäßig als Gr. Oderscheid bzw. Großoderscheid verzeichnet.
1822 lebten 69 Menschen im als Hof kategorisierten und als Orderscheidt bezeichneten Ort, der nach dem Zusammenbruch der napoleonischen Administration und deren Ablösung zur Bürgermeisterei Overath im Kreis Mülheim am Rhein gehörte. Für das Jahr 1830 werden für den als Orderscheid bezeichneten Ort 79 Einwohner angegeben. Der 1845 laut der Uebersicht des Regierungs-Bezirks Cöln als Dorf kategorisierte  und als Groß-Oderscheid bezeichnete Ort besaß zu dieser Zeit 14 Wohngebäude mit 96 Einwohnern, alle katholischen Bekenntnisses.   Im Gemeindelexikon für die Provinz Rheinland von 1888 werden für Groß Oderscheid 16 Wohnhäuser mit 78 Einwohnern angegeben. 1895 besitzt der Ort 15 Wohnhäuser mit 79 Einwohnern und gehörte konfessionell zum katholischen Kirchspiel Marialinden, 1905 werden 15 Wohnhäuser und 68 Einwohner angegeben.
Mit dem benachbarten Marialinden bildet der Ort heute aufgrund der sich ausbreitenden Besiedelung des Kirchdorfs ein beinahe geschlossenes Siedlungsgebiet.

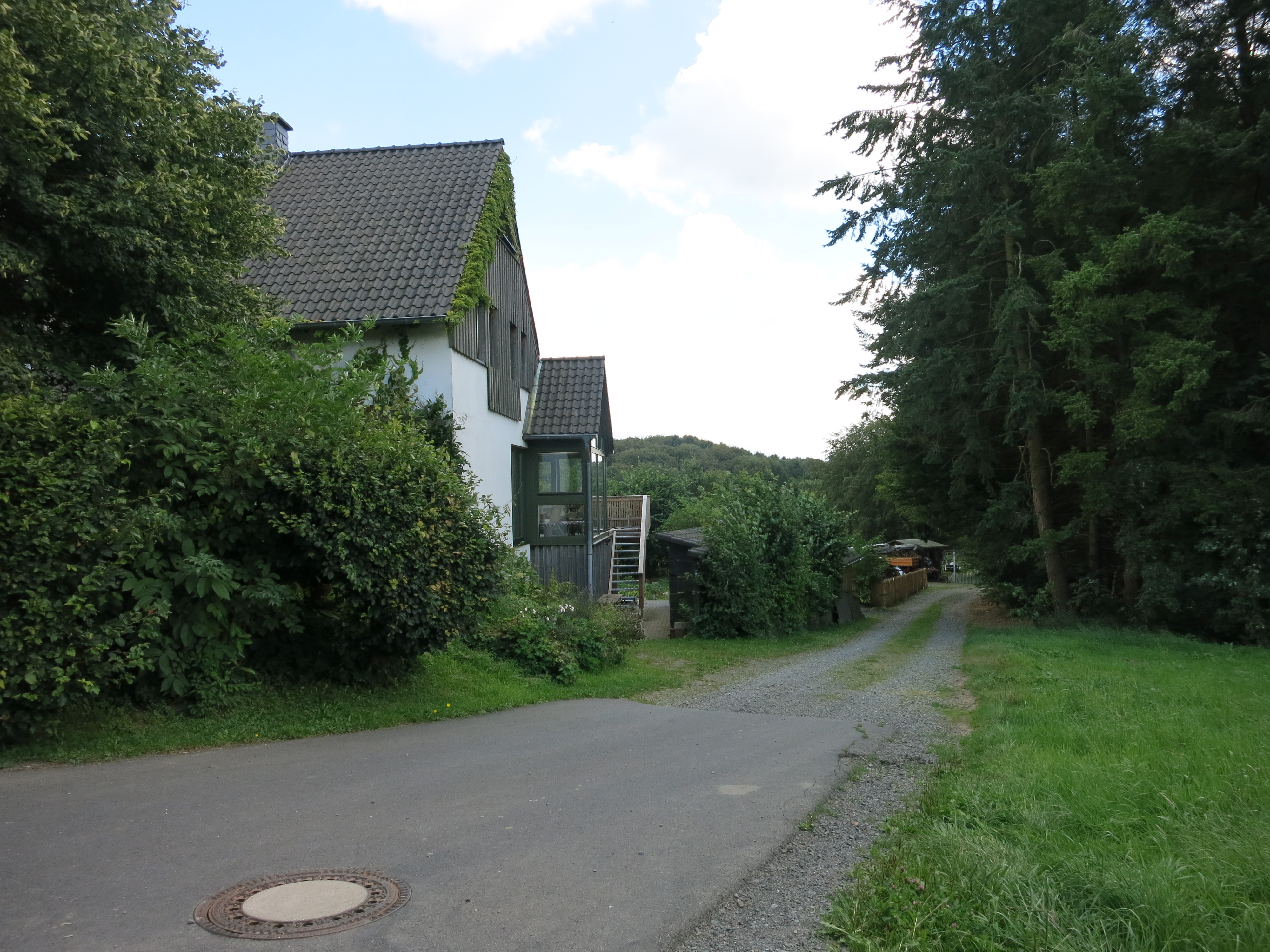
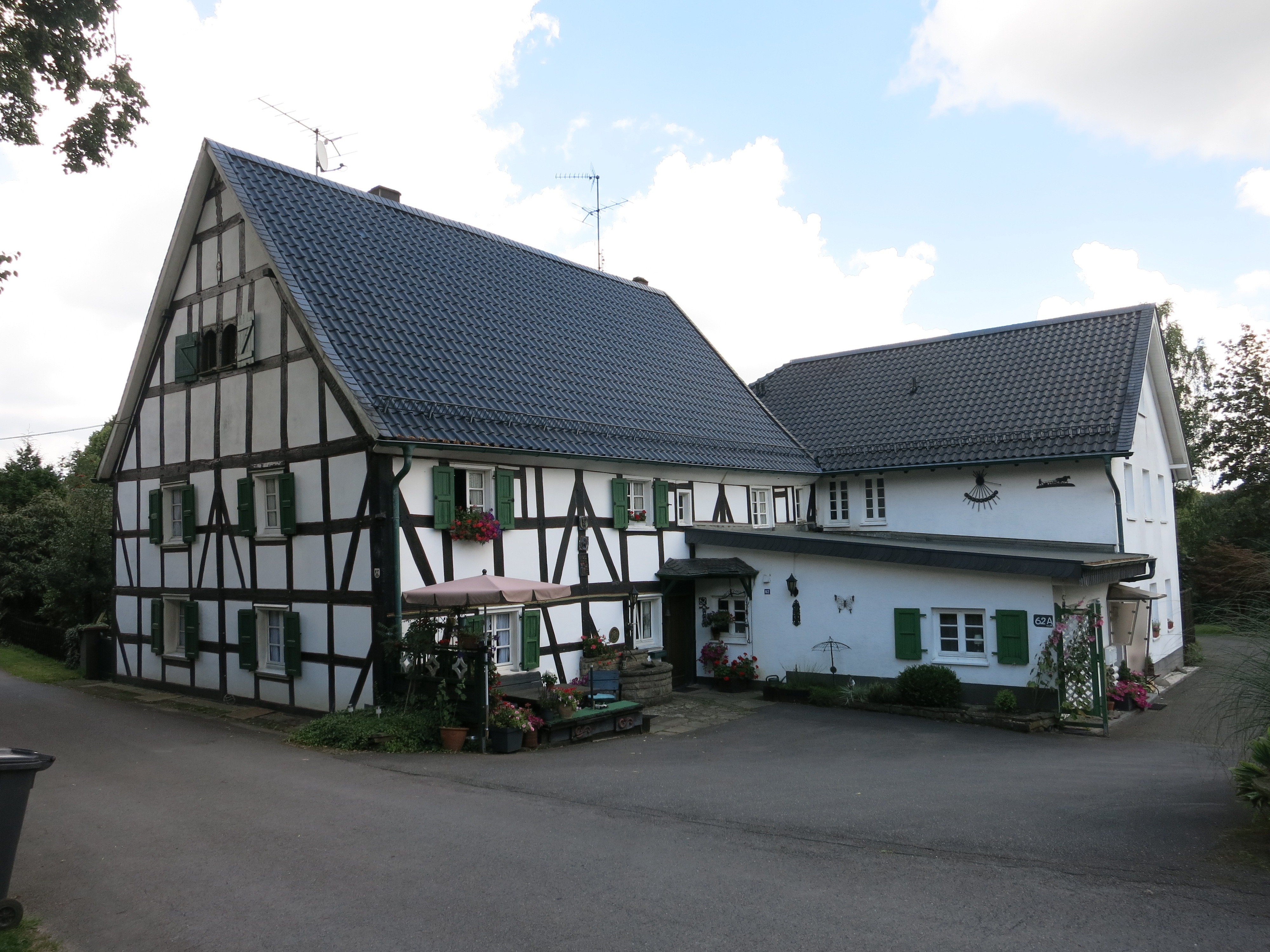
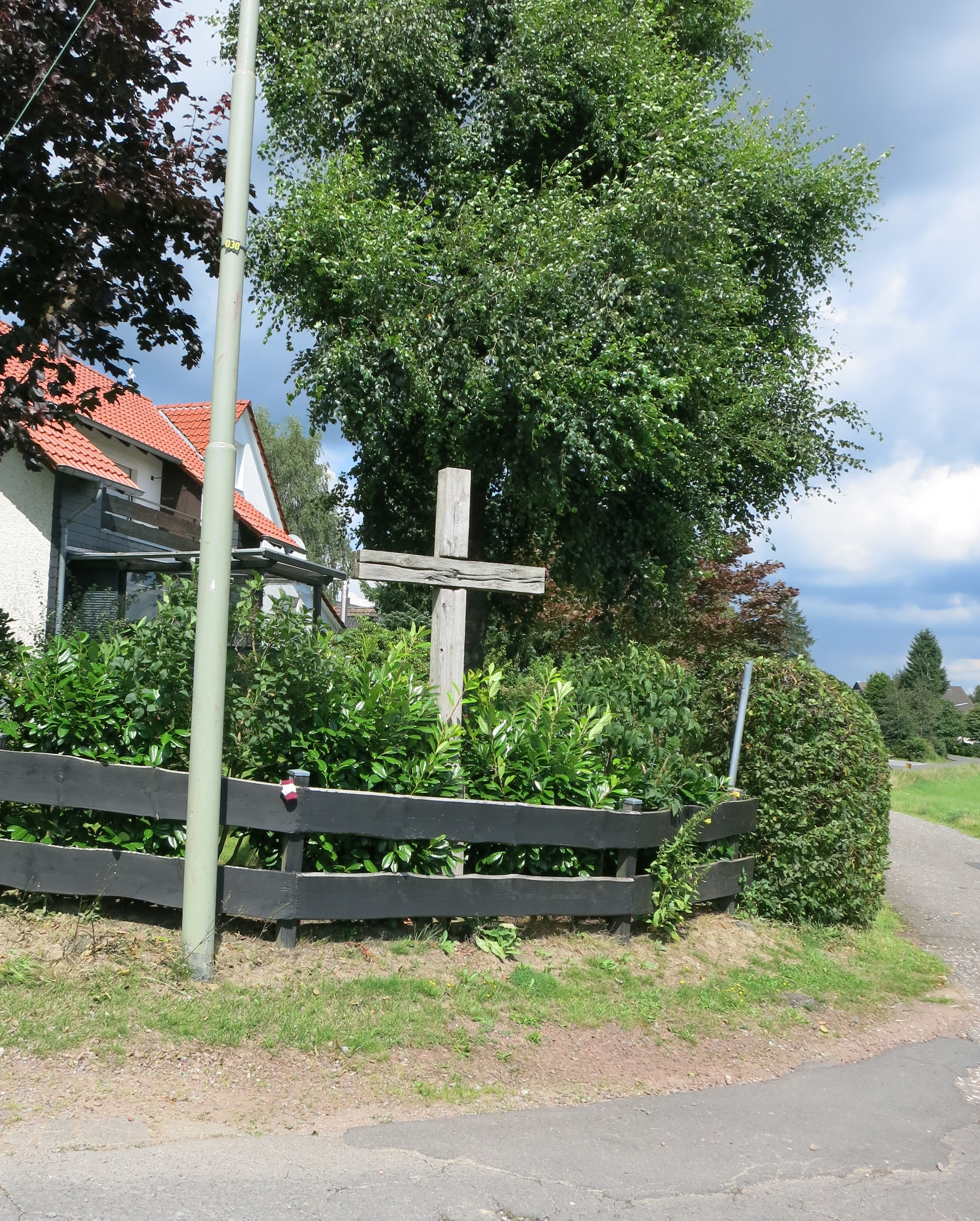
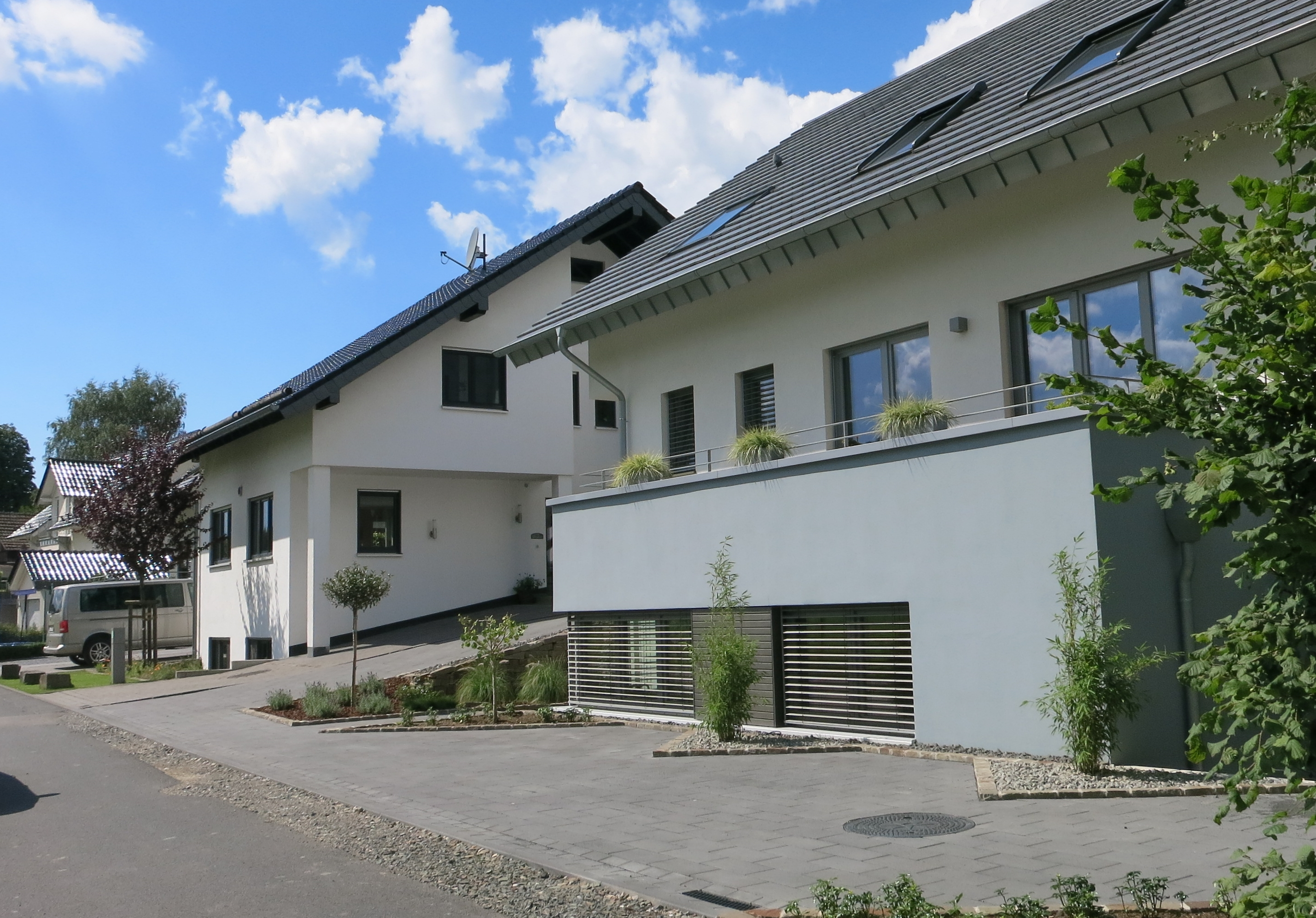